# Lungotevere dell'Acqua Acetosa
Il lungotevere dell'Acqua Acetosa è il tratto di lungotevere che collega via della Foce dell'Aniene al lungotevere Salvo D'Acquisto, a Roma, nel quartiere Parioli.
Il lungotevere prende nome dalla fontana dell'Acqua Acetosa, fatta erigere da papa Paolo V nel 1619.
È stato istituito con delibera del consiglio comunale del 25 febbraio 1948.

## Trasporti
|  | È raggiungibile dalle stazioni: Acqua Acetosa (Roma) e Campi Sportivi. |